# EM chip
EM chip（エムチップ）は、イー・モバイルのデータ通信サービスで使用される、UIMカードの一種である。形状は、NTTドコモのFOMAカードなど他社のUIMカードと同様である。

## 概要
2007年12月12日より開始された下り7.2Mbpsサービス対応端末のD02HW登場に合わせて、買い増し手続きが整備され、EM chipの差し替えによる利用端末切り替えが可能となった。
なお、従来からのソフトバンクモバイル回線(現在のソフトバンク株式会社におけるSoftBankブランドの契約に用いる回線網)を利用するEMOBILE 4G-S契約に利用するUIMカードは、EMOBILE 4G-S USIMカードとして、区別される。後継となるワイモバイル(現在は、ソフトバンク株式会社のY!mobileブランド)では、2014年8月時点で特段の名称は明らかになっていない(タイプ1契約のUIMカードはEMOBILE 4G-S USIMカードと同等品(m101)で、タイプ2契約はEM chipと類似したY!mobileロゴの入ったUIMカード(m06)となる)。
Y!mobileブランドがソフトバンク株式会社のサービスとなってからやや経った2015年9月30日を以て、旧イー・アクセスと旧ウィルコム契約(及びY!mobileブランドで開始された一部を含む)のプランの新規受け付けが停止されたため、新規の発行は不可となった(カード不良時の再発行のみ)。2015年12月には、旧イー・アクセスの3GネットワークがLTE網への完全転換に伴って、2018年1月末を以て停波となることが発表されており、今後は再発行も不可能となる見通しとなっている。

## 契約の違いによる色の違い
データ用EM chipのIC端子面は赤、裏面は白であり、音声用EM chipのIC端子面は黒、裏面は白である(後継のY!mobileブランドでは、色は赤で統一され、種類は番号で識別される)。
製造元はジェムアルト（日本法人）、大日本印刷、オベルチュール・テクノロジーズ（日本法人）の3社が確認されている。3G方式のジェムアルト製SIMの端子仕様は旧アクサルトの仕様のものではなく、旧ジェムプラスの仕様に準拠している。なお、EMOBILE LTE契約の場合、裏面にLTEと表示されており、音声端末用の黒のカードとは更に別仕様となっている。
なお、EM chip <micro>のカードサイズは通常のカードサイズの半分程度になっている。
データ通信用のEM chipの場合、製造ロットによっては、海外ローミング非対応のものがあり、利用を希望する場合で該当するEM chipを利用している場合は、カスタマーセンタへの申し込みないしはワイモバイルショップでの手続きにて無償交換に応じるとしている。音声端末用については、最初から海外ローミングに対応した仕様となっており、利用を希望しない場合は、当該電話機から番号通知をしたうえでカスタマーセンタへ連絡することで止めることが可能である。

EM chip（3G用）
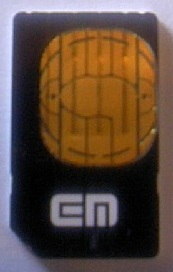
黒色/音声端末用（ジェムアルト製）
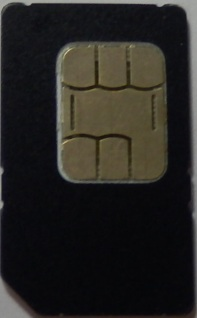
黒色/音声端末用（オベルチュール製）
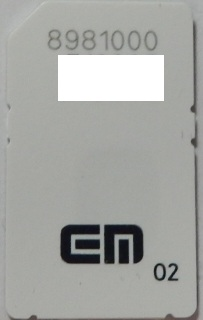
EM chipの裏面
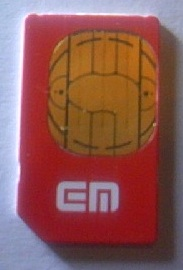
赤色/データ通信端末用（ジェムアルト製）

EM chip [LTE]
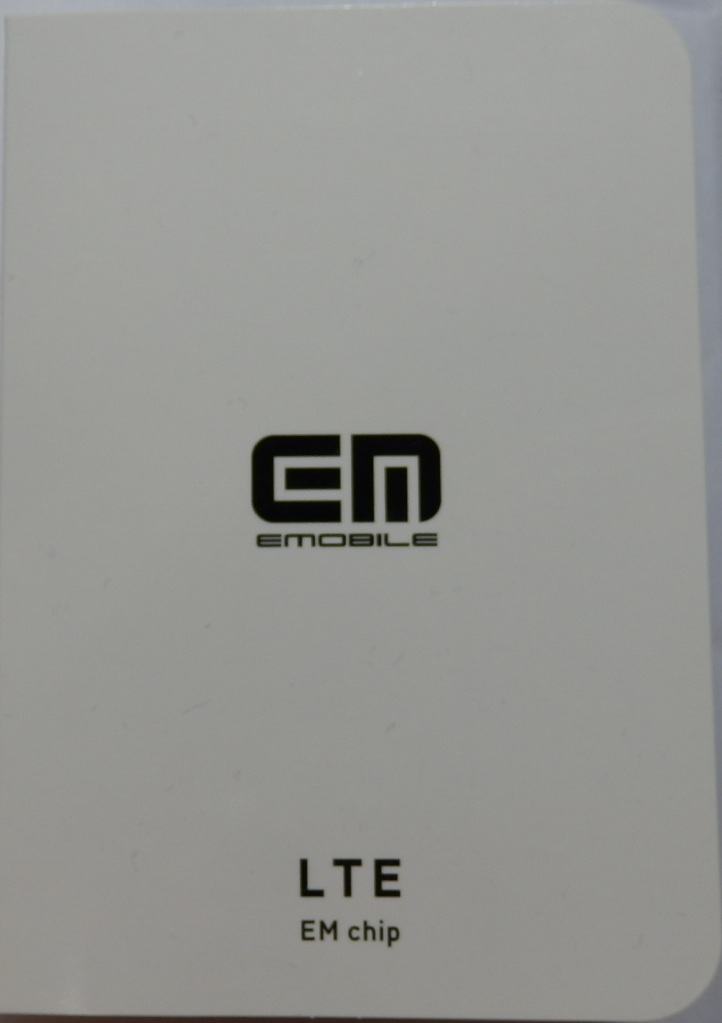
EM chip [LTE]のパッケージ
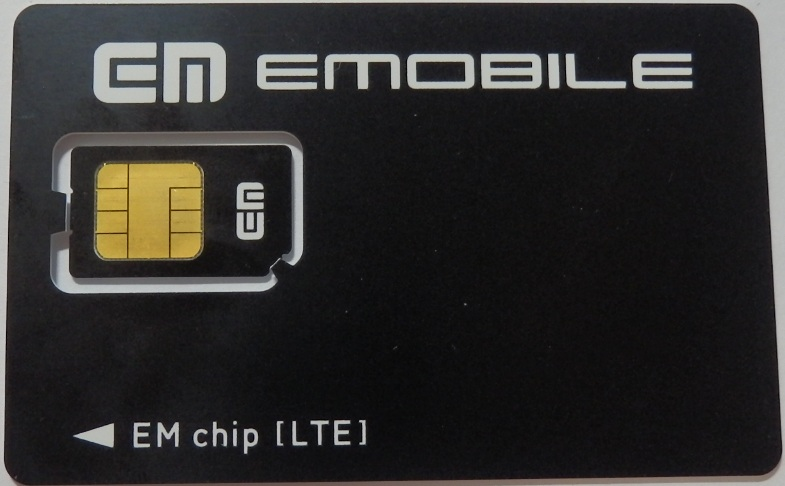
EM chip [LTE] カード
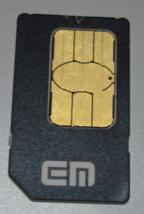
黒色/LTE対応データ端末用（ジェムアルト製）
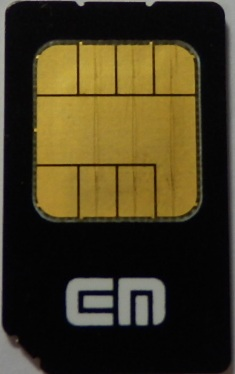
黒色/LTE対応データ端末用（大日本印刷製）
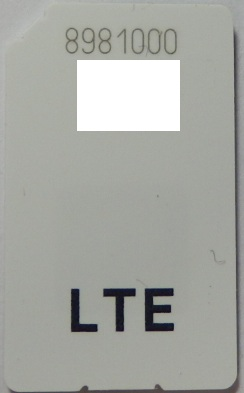
EM chip [LTE]の裏面

EM chip ＜micro＞
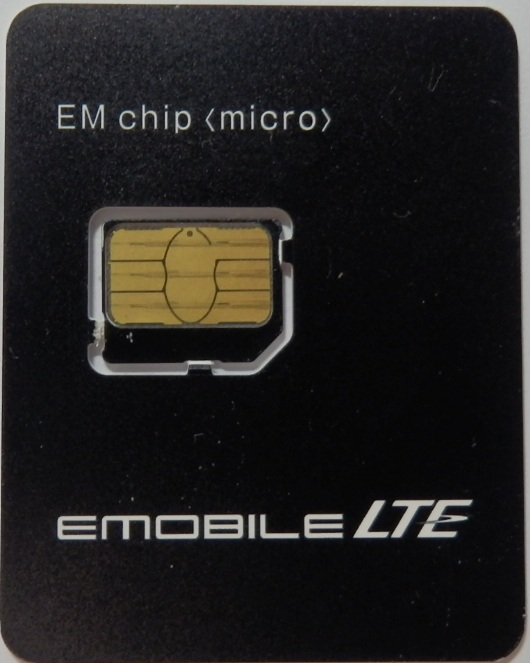
EM chip m03 <micro>カード
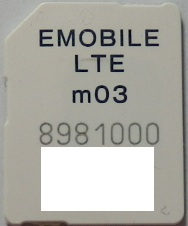
EM chip m03 <micro>の裏面

## 制約
機能的にも他社のものとほぼ同一であるが、イー・モバイルのサービスがまだ発展途上であることに加え、他社ではドコモの東名阪地域でしか運用されていない、UMTSの周波数帯バンド9のみを使用しているため、運用面で以下のような制約・特徴がある。
- 従来は、端末の購入を伴わないEM chipのみの新規契約は行っていなかったが、東日本電信電話が光ポータブル利用者向けにレンタルで提供する、PWR-100F（バッファロー・DWR-PGのNTT東日本OEM商品版のうち、タイプBとされるSIMフリー版[4]）の提供に併せ、同利用者に限り、データ向けEM chipの単体契約ができるようになった[5]。その後、3G契約についてはデータ・音声ともにEM chip単体での契約が可能となったが、LTE向けEM chip（EM chip LTE）については、現在も単体契約は不可である[6]。

- 当初は、国際ローミングサービスを提供していなかったため、EM chipをGSM端末などに挿して日本国外で使うこと（プラスチックローミング）はできなかった。

## その他
S11HT,S21HT,S22HT,H11HW,H12HWを海外で利用する場合に、EM chipを取り外して現地契約のSIMカードを取り付けて利用することも可能である。これは、音声サービス開始当初の時点では国際ローミングを提供しておらず、海外仕様のUIMカードに対してはSIMロックをあえて付けなかったためである。ちなみに、データ端末ではD41HW以降、音声端末ではS31HTおよびS31HW以降に発売された端末については、日本国内を含め完全にSIMフリーの状態で発売されている。よって、UMTS2.1GHz帯（バンド1）に対応した機種（S31HTは非対応）の場合は、日本国内では、FOMAカードやSoftBank 3G USIMカードを差し込めば通話やSMS、テザリングなどが利用可能となる。
なお、国内で他社のUMTSネットワークを利用できるのは、国内ローミングに対応するH11Tのみ。H31IA,S22HT,H11LCについては、国際ローミング利用時に限り2GHz帯UMTSを利用できる仕様となっている（なお、S3x系以降のスマートフォンについては、他社UIMへ差し替えることで、国内利用も可能だが、FOMAプラスエリア(バンド6)やSBMがULTRA SPEEDのメインバンドとして利用するバンド11での利用は不可）。これはGSMネットワークの無い韓国でローミングする場合に必須要件となる。加えて、S51SEおよびGS01利用時には、UMTSバンド8（900MHz帯）が利用できる。日本国内では、2012年7月25日に開始されたソフトバンクモバイルにおける「プラチナバンド」対応エリアで利用可能。
因みに、赤いEM chipの場合、その番号にかけた場合は、一般的な未使用番号（変更されて使われなくなった番号）にかけた場合同様、「現在使われておりません」となり、ドコモのDoPaのような、「こちらはNTTドコモです。おかけになった電話番号は、お客様のご指定により、パケット通信サービス専用となっており、音声によるご利用は出来ません。恐れ入りますが番号をお確かめになって、お掛け直し下さい」のような特段のガイダンスはない。

## 註釈
1. ↑  ただし、いくつかのチャンネルでは「イーエムチップ」としている場合もあり、公式にも表記のゆれが見られる。製品取扱説明書の多くなど、紙上での公式な文書では「エムチップ」としている。
2. ↑  端子とは反対面のEMマークの下に赤いラインが入っていないものが非対応としている(国際ローミング お申し込み方法 | イー・モバイル)
3. ↑  ただし、交換用としての店頭設置分およびカスタマーセンターから利用者に発送される分とも、いわゆる「黒SIM」であるため、いずれの受付方法であっても契約電話番号は変更となる。
4. ↑  後に、後継となるPWR-Q200も登場し、NTT西日本では、これに代わって、LTE網にも対応したPWR-N1000をバッファローとNECアクセステクニカの共同開発により提供開始している。因みに、N1000は、microSIMを利用するタイプとなっている。
5. ↑  イー・モバイル NTT東日本「光ポータブル」対象 3G データ通信サービス申し込み受付
6. ↑  知人から譲り受けたイーモバイルの端末がありますが、EM Chip（USIMカード）のみを新規契約することは可能でしょうか。
7. ↑  2010年7月31日を以って、新規受付は終了している。ただし、ネットワークを提供する当時のドコモグループのうち7社（当初から東海・関西エリアは対象外であったため、全9社ではなかった。ただし、中央会社であるエヌ・ティ・ティ・ドコモ本体は、長野県のみローミング対象に含めていたため、提供会社に含まれていた。また、当時のドコモ北海道は、道央圏のみ対象外とし、それ以外はローミングエリアとしていた。その後、富山県・佐賀県がローミング対象外となっている）との協定により、2010年10月31日を以って、残る23道県でのローミングサービスを終了する。なお、FOMAサービスエリア（バンド1）のみをローミング対象としており、FOMAプラスエリアは対象外としていたことから、UMTSのバンド6は使えない仕様となっている。そして、前述のように長野県を除く東名阪エリアではローミング対象外であることから、国内では東名阪バンドとも称される、バンド9エリア（1.7GHz帯）でのローミングも無論対象外であった。